# James Trefil
James Trefil (ur. 10 września 1938) – profesor fizyki w George Mason University w Fairfax (Wirginia), autor przeszło stu artykułów naukowych, trzech podręczników i kilkunastu książek o nauce.
Był stypendystą fundacji Guggenheima i komentatorem National Public Radio. Jest członkiem Amerykańskiego Towarzystwa Fizycznego. Zasiada także w Komitecie Norm i Podstawowych Stałych Fizycznych w Krajowej Radzie Badań Naukowych.

Za mistrzostwo w pisarstwie popularyzującym naukę James Trefil otrzymał nagrodę Westinghouse'a przyznaną przez Amerykańskie Stowarzyszenie Popierania Postępu Nauk, a jako wykładowca został wyróżniony Nagrodą za Nowatorstwo, przyznaną przez Narodowy Komitet Kształcenia Ustawicznego.

## Prace
- "The Moment of Creation"
- "A Scientist at the Seashore"
- "Meditation at 10000 Feet"
- "The Dark Side of the Universe"
- "Reading the Mind of God"[1]
- "1001 things everyone should know about science" (polski tytuł: 1001 spotkań z nauką, książka była dedykowana Sylwii Elizabeth Trefil)[1]

Jest również współautorem "The Dictionary of Cultural Literacy" oraz "Science Matters: Achieving Scientific Literacy"

## Życie rodzinne
Matka Jamesa Trefila nazywa się Sylwia Elizabeth Trefil.